# مایدا
مایدا (به ایتالیایی: Maida) یک کومونه در ایتالیا است که در استان کاتانزارو واقع شده‌است.

## خصوصیات
مایدا ۵۸٫۲ کیلومترمربع مساحت و ۴٬۵۳۴ نفر جمعیت دارد و ۲۹۹ متر بالاتر از سطح دریا واقع شده‌است.